# Vrbovo (Słowenia)
Vrbovo – wieś w Słowenii, w gminie Ilirska Bistrica. W 2018 roku liczyła 312 mieszkańców.